# 볜칭화
볜칭화(중국어 정체자: 卞慶華, 병음: Biàn Qìnghúa, 한자음: 변경화, Andy Bian, 1991년 6월 19일 ~ )는 대만의 배우, 가수이자 진행자이다.